# Hughes Glomar Explorer
Hughes Glomar Explorer (GSF Explorer) – судно, створене для виконання спеціального завдання у інтересах розвідки США. Надалі перетворене на глибоководне бурове судно.

## Служба у ВМФ США
У 1968 році в центральній частині Тихого океану в районі з глибиною води 5 км затонув радянський підводний човен K-129. На тлі «холодної війни» у США виник проект його підйому, що дозволило б ознайомитись із секретною військовою технікою ворога. Враховуючи глибину, операція потребувала спеціального судна, яке спорудили на верфі компанії Sun Shipbuilding and Drydock Co у Честері, на річці Делавер. Проектом опікувалось Центральне розвідувальне управління, при цьому для збереження таємниці замовником судна оголосили компанію Global Marine Development, яка належала відомому підприємцю та винахіднику Говарду Г'юзу (саме про нього знято біографічний фільм «Авіатор»). За версією для широкого загалу судно призначалось для видобутку з дна океану марганцевих конкрецій.
В центрі корпуса Hughes Glomar Explorer знаходився великий сухий док розмірами 60,7 х 22,6 метра при висоті 19,8 метрі. Тут мали здійснювати підготовку обладнання і звідси ж через нижні розсувні двері провадились глибоководні – до 5,2 км – операції на колонні труб. Судно могло здійснювати підйом із тяговим зусиллям 6350 тон та швидкості 1,8 метра на хвилину. Утримання Hughes Glomar Explorer на місці робіт забезпечувала перша в світі система динамічного позиціонування (окрім двох кормових судно мало три бічні гвинти), при цьому передбачалось проведення операцій при швидкості вітру до 25 вузлів та хвилях до 3,6 метра.  
Судно могло приймати на борт до 25 тисяч тон обладнання та запасів (останні розраховувались на 100 діб автономної роботи). 

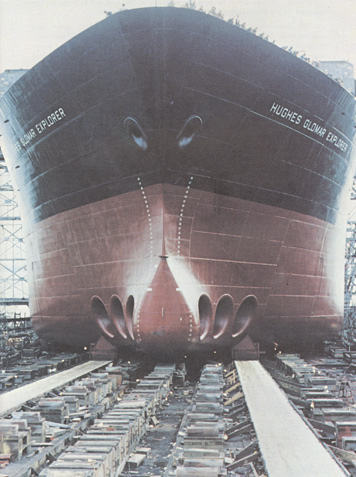
Спуск судна

Енергетична установка базувалась на 5 дизельних двигунах Nordberg FS-1316-HSC загальною потужністю 18 МВт. 
Пересування до місця робіт могло відбуватись зі швидкістю у 10 вузлів.
На борту забезпечувалось проживання до 178 осіб, при цьому доставка людей та легких вантажів могла здійснюватись за допомогою майданчику для гелікоптерів розміром 27х23 метра, здатного приймати машини типу Sikorsky S-61R.
Вартість судна у поточних цінах склала біля 350 млн доларів США, що станом на кінець 2010-х було еквівалентне 1,4 млрд доларів США.
У 1974 році судно в межах «Проекту Азоріан» підняло на поверхню частину K-129, при цьому за офіційною версією в останній момент несправність обладнання призвела до того, що дві третини піднятого фрагменту знову пішли на дно. 
Знайти застосування для судна по завершенні «Проекту Азоріан» виявилось складно, оскільки утримання уникального корабля потребувало багато коштів. Як наслідок, заклики до його перетворення на дослідницьке судно не знайшли підтримки уряду. У підсумку в 1976-му його призначили для довгострокового зберігання у каліфорнійській бухті Суїсун-Бей, яка є одним з традиційних місць перебування резервних кораблів ВМФ.
В червні 1979-го судно, яке на той час вже отримало дещо скорочену назву Glomar Explorer, вивели з резерву з метою подальшої передачі в оренду компанії Global Marine Development, яка збиралась використати його для експериментів з видобутку корисних копалин. Втім, вже у квітні 1980-го судно повернули до Суїсун-Бей.

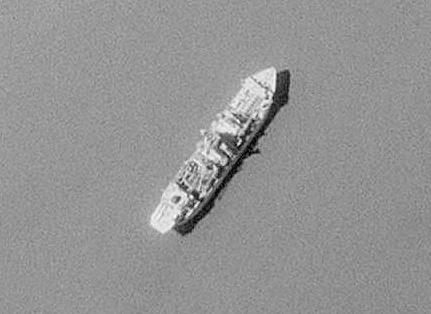
Судно на відстої у Суїсун-Бейа

## Служба як бурове судно
У другій половині 1990-х для судна знову спробували знайти цивільне застосування і на цей раз проект виявився вдалим. На замовлення компанії Global Marine (з 2001-го стала частиною GlobalSantaFe Corporation, яка з 2007-го сама була поглинута компанією Transocean) Glomar Explorer перетворили на глибоководне бурове судно. Модернізацію провели у два етапи. Спершу на верфі Cascade General Shipyard у Портленді (Орегон) замінили зсувні двері на центральний люк розмірами 23 х 13 метрів, для чого у корпус вварили заздалегідь виготовлені секції із подвійним дном загальною вагою 2040 тон. Після цього судно перейшло навколо Південнойї Америки до східного узбережжя США, де на верфі Atlantic Marine у Мобілі (Алабама) встановили бурове обладнання та 11 гвинторульових колонок, які мали забезпечити відповідну до сучасних умов точність динамічного позиціонування. Вартість модернізації, завершеної у 1998-му, склала 180 млн доларів.
Після переобладнання GSF Glomar Explorer могло бурити на глибинах до 3500 (за іншими даними – лише 2377) метрів та споруджувати свердловини довжиною до 9,1 км. Проведення робіт забезпечувала бурова установка National Oilwell Varco 2040 UDBE потужністю 5 тисяч кінських сил.
Glomar Explorer орендували у ВМФ на 30 років з оплатою у розмірі 1 млн доларів США на рік. В 2010-му Transocean викупив судно у власність за 15 млн доларів США.
Перше завдання після перетворення на бурове судно очікувало на Glomar Explorer у Мексиканській затоці. У серпні 1998-го в районі Atwater Valley блок 118 (біля трьох сотень кілометрів на південний схід від Нового Орлеану) воно на замовлення компанії Chevron почало спорудження свердловини, закладеної в районі з глибиною моря 2352 метра, що було рекордним в історії офшорної нафтогазорозвідки (втім, вже влітку 1999-го новий рекорд у водах Бразилії встановила бурова установка Paul Wolff). Через проблеми з гвинтами Glomar Explorer спершу пробурило лише початкову секцію свердловини та обсадило її 20” колоною, після чого перейшло в район Mississippi Canyon блок 772, де узялось за буріння початкової секції іншого об’єкту в районі з глибиною води 1676 метрів. У жовтні судно повернулось до Atwater Valley для завершення першої свердловини, після чого зробило те саме зі свердловиною у Mississippi Canyon.
У червні 1999-го судно прибуло до нігерійського сектору Гвінейської затоки, де на нього очікували роботи за контрактом з компанією Texaco. У січні 2000-го воно завершило оціночну свердловину Agbami-2, закладену в районі з глибиною води 1463 метра. Вона досягла глибини у 4780 метрів та підтвердила поширення покладів нафтового родовища Агбамі (один з п’яти нафтонасичених інтервалів показав на тестуванні продуктивність у 10 тисяч барелів на добу). Після цього Glomar Explorer узялось за буріння розвідувальної свердловини Ikija-1X, розташованої в районі з глибиною моря 1849 метрів (на той час найбільший показник для Нігерії). На початку травня її довели до глибини у 5353 метра, при цьому виявили численні нафтонасичені пласти загальною чистою потужністю 73 метра.
Надалі Glomar Explorer повернулось до Мексиканської затоки, де впродовж наступних кількох років виконало цілу низку завдань, зокрема:
- спорудження на замовлення Texaco розвідувальних свердловин у районі Walker Ridge на структурах Loyal (блок 465) та Catahoula (блок 70), закладених при глибині моря 2042 метра та 1676 метрів відповідно. Роботи на Loyal зайняли 154 дні (з них 30 діб простою через погоду), при цьому свердловину добурили до глибини у 8961 метр (на короткий час це стало рекордом для Мексиканської затоки). На спорудження свердловини на Catahoula витратили 67 діб, що дозволило довести її до глибини у 8534 метра. В обох випадках особливістю була необхідність перетнути потужні соляні відклади, товщина яких становила 3350 – 3650 метрів. Відносно результатів, відомо, що на Loyal не вдалось виявити родовища вуглеводнів;
- у червні 2001-го в районі Mississippi Canyon, блок 305 в межах проекту розробки газового родовища Аконкагуа (оператор Total) Glomar Explorer завершило буріння свердловини №3, яка досягнула глибини у 4008 метрів;
- до жовтня 2001-го в районі Green Canyon, блок 743 судно на замовлення BP спорудило оціночну свердловину Atlantis-3 (включно із бічним стовбуром), закладену в районі з глибиною води 2015 метрів. При цьому бічний стовбур досягнув глибини у 5718 метрів та підтвердив поширення покладів нафтогазового родовища Атлантіс;
- навесні 2003-го в районі Green Canyon судно спорудило для компанії ChevronTexaco оціночну свердловину (включно із бічним стовбуром) на нафтогазовому родовищі Тахіті, розташованому в районі з глибиною моря біля 1220 метрів;
- до жовтня 2003-го Glomar Explorer завершило буріння для ChevronTexaco розвідувальної свердловини на структурі Sturgis в районі Atwater Valley, блок 183. Закладена в районі з глибиною води 1128 метрів, свердловина Sturgis-1 досягнула глибини у 7622 метра, крім того, спорудили бічний стовбур із глибиною 8455 метрів. У результаті виявили нафтонасичені пісковики чистою товщиною біля 91 метра;
- у березні – квітні 2004-го в районі Atwater Valley, блок 618 Glomar Explorer пробурило замовлену компанією BHP Billiton оцінювальну свердловину Neptune-7, котра мала замінити свердловину Neptune-6, будівництво якої довелось перервати з технічних причин. Закладена в районі з глибиною моря 1908 метрів, Neptune-7 доясгнула глибини у 5700 метрів та виявила нафтонасичений інтервал чистою товщиною 35 метрів.
У липні – грудні 2005-го GSF Explorer працювало в турецькому секторі Чорного моря, де лише за кілька кілометрів від кордону з грузинським сектором спорудило свердловину HPX-1. Закладена в районі з глибиною моря 1529 метрів, вона досягнула глибини у 4700 метрів, проте виявила у цільовому міоценовому інтервалі лише нафтогазопрояви.
Після повернення із чорноморського вояжу судно в березні – квітні 2006-го пройшло ремонт, а потім узялось за роботи в Мексиканській затоці за однорічним контрактом із BP.
З літа 2007-го GSF Explorer продовжило працювати для BP, проте вже у водах Анголи, де протягом кількох років виконало ряд завдань, зокрема: 
- з квітня по жовтень 2008-го воно спорудило тут розвідувальну свердловину Dione-1. Закладена за чотири сотні кілометрів на північний захід від Луанди в районі з глибиною моря 1696 метрів, свердловина досягнула глибини 3272 метра та відкрила нафтове родовище Dione;
- у червні 2009-го GSF Explorer завершило розвідувальну свердловину Oberon-1, закладену в районі з глибиною води 1624 метра. Вона досягнула позначки у 3622 метра та виявила нафтове родовище Оберон;
- до кінця вересня 2009-го судно пробурило розвідувальну свердловину Tebe-1, закладену за три з половиною сотні кілометрів на північний захід від Луанди в районі з глибиною води 1752 метра. Вона досягнула позначки у 3325 метрів та виявила нафтове родовище Тебе.
По завершенні ангольського контракту GSF Explorer перейшло до Індонезії, де з травня 2010-го було задіяне для проведення розвідувальної кампанії у Макасарській протоці. Хоча тримачем контракту була Marathon Oil, проте судно працювало на цілому ряді блоків у інтересах різних компаній, зокрема:
- до грудня 2010-го у блоці Pasangkayu для Marathon Oil спорудили свердловину Bravo-1, закладену в районі з глибиною моря 975 метрів. Вона досягла глибини у 2740 метрів та виявила цільовий резервуар, проте він виявився заповненим водою. Після цього у тому ж блоці почали буріння на структурі Romeo, розташованій в районі з глибиною води 1890 метрів.  Свердловину Romeo-1, а потім і її бічний стовбур Romeo-В1 довелось полишити з технічних причин. Добурити вдалось лише другий бічний стовбур Romeo-С1, який виявив карбонатний резервуар гарної якості, але без вуглеводнів;
- в 2011-му на замовлення ConocoPhillips у блоці Kuma спорудили свердловину Kaluku-1 довжиною 5291 метр. Хоча цільовий олігоцен-міоценовий резервуар виявився відсутнім, проте після поглиблення свердловини змогли виявити нафтопрояви у породах еоцену (втім, тестування тут не провадили);
- в кінці 2011-го для компанії Talisman у блоці Sageri спорудили свердловину Lempuk-1, яка, втім, виявилась «сухою»;
- у 2012-му на замовлення норвезької Statoil у блоці Karama пробурили три розвідувальні свердловини – Gatotkaca-1, Anoman-1  та Antasena-1, при цьому жодна з них не виявила вуглеводнів.
З вересня 2012-го GSF Explorer потрапило у простій в Сінгапурі. Влітку 2013-го його законтрактувала на один рік індійська компанія ONGC, яка планувала оціночне буріння у блоці KG-DWN-98/2 в басейні Крішна-Годаварі (Бенгальська затока). Індійський контракт завершився в липні 2014-го, після чого судно знову опинилось у простої в Лабуані (Малайзія). 
Восени 2015-го власник GSF Explorer оголосив про його продаж на злам.